# Pseudopoda hyatti
Pseudopoda hyatti là một loài nhện trong họ Sparassidae.
Loài này thuộc chi Pseudopoda. Pseudopoda hyatti được Peter Jäger miêu tả năm 2001.